# هيروكي أوكا
هيروكي أوكا (باليابانية: 岡 大生) (18 أبريل 1988 في آيتشي في اليابان – )؛ هو لاعب كرة قدم ياباني سابق كان يلعب كحارس مرمى.

## وصلات خارجية
- هيروكي أوكا على موقع رابطة كرة القدم اليابانية للمحترفين (اليابانية)
- هيروكي أوكا على موقع قاعدة بيانات كرة القدم.إي يو (الإنجليزية)
- هيروكي أوكا على موقع Soccerway.com (الإنجليزية)
- هيروكي أوكا على موقع عالم كرة القدم.نت (الإنجليزية)
- هيروكي أوكا على موقع كووورة